# Mörser Karl
Mörser Karl, cunoscut și sub numele de Thor sau Karl-Gerät, a fost un mortier autopropulsat proiectat și construit de compania Rheinmetall. A fost cea mai mare armă autopropulsată creată. Cea mai mare muniție folosită a fost un proiectil cu diametrul de 60 cm și 2170 kg iar raza de acțiune pentru cel mai ușor proiectil (cel de 1250 kg) a fost de 10 km. Fiecare mortier trebuia însoțit de o macara, o remorcă și câteva tancuri modificate pentru transportul proiectilelor.

## Proiectarea
În martie 1936 compania Rheinmetall a propus folosirea un obuzier supergreu pentru a ataca Linia Maginot. Conceptul inițial a fost o armă transportată de mai multe vehicule șenilate și asamblată aproape de front, însă durata lungă de asamblare a dus la transformarea armei în una autopropulsată. În anii 1938 și 1939 au avut loc numeroase teste folosindu-se prototipul tancului greu Neubaufahrzeug și un model la scară al mortierului pentru a cerceta presiunea extrem de mare asupra terenului și modul în care se poate manevra un vehicul atât de masiv. Teste de tragere au avut loc în iunie 1939. Testele finale au avut loc la Unterlüß în mai 1940. 
În total au fost construite doar 7 obuziere Mörser Karl. Primele 6 au fost numite Adam, Eva, Thor, Odin, Loki, si Ziu; cel de-al șaptelea, cel de cercetare și teste (Versuchs-Gerät), nu a primit nici un nume. Livrarea celor 6 vehicule de producție a avut loc în perioada noiembrie 1940 - august 1941.
În februarie 1941 au avut loc discuții cu privire la creșterea razei de acțiune a mortierului iar în mai 1942 au fost comandate țevi de calibrul 54 cm (Gerät 041) pentru toate cele 6 vehicule. Într-o conferință cu Hitler din martie 1943 se specifică faptul că primul Gerät 041 de calibrul 54 cm va fi livrat până în iunie 1943, iar al treilea până la mijlocul lunii august. Doar 3 țevi de calibrul 54 cm au fost finalizate și puteau fi folosite de vehiculele nr. I, IV și V, deși puteau la nevoie să fie montate și pe restul mortierelor autopropulsate.
22 de șasiuri ale tancului Panzer IV (variantele Ausf. D, E și F) au fost modificate astfel încât erau capabile să transporte patru proiectile într-o suprastructură amplasată în locul turelei, fiind dotate și cu o macara pentru manipularea proiectilelor. Fiecare mortier avea la dispoziție câte 2-3 vehicule de acest tip, denumite Munitionsschlepper. 

### Variante
- Gerät 040: modelul original, cu o țeavă scurtă de calibrul 60 cm;
- Gerät 041: modelul ulterior, dotat cu o țeavă mai lungă (L/11.55) de calibrul 54 cm.

## Descriere

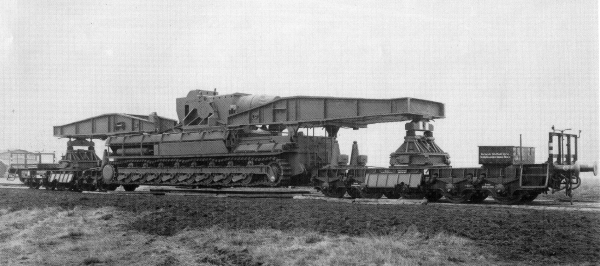
Mörser Karl transportat pe șine

Vehiculul de 124 de tone era propulsat de un motor Daimler-Benz MB 503 A cu 12 cilindri pe benzină sau un MB 507 C cu 12 cilindri diesel, însă de cele mai multe ori acestea erau folosite doar pentru stabilirea direcției de tragere (turela având un câmp de tragere orizontal de doar 4 grade), motoarele producând o viteza maximă de 10 km/h. Pe distanțe mai lungi mortierul era dezasamblat, folosind o macara specială, în șapte încărcături. Șasiul era încărcat într-o remorcă Culemeyer-Strassenroller cu 6 axe. Celelalte părți ale armei erau mai ușoare, fiind transportate de remorci cu 4 axe. Dacă remorca încărcată cu șasiul trebuia sa traverseze un pod care nu putea susține greutatea combinată a celor două, sașiul era descarcat și condus peste pod folosindu-se de motorul propriu. Pe distanțele foarte lungi arma era transportată pe șine de două locomotive Schnabel, șasiul fiind suspendat între două piedestaluri imense și susținut de doua brațe mecanice. Când ajungea la destinație, arma era desprinsă de brațele de susținere, condusă pe poziția de tragere iar apoi sașiul era coborât la sol pentru a distribui forța reculului. Mörser Karl nu avea nici o problemă să se deplaseze pe teren normal, însă sub nici o formă nu avea cum să vireze pe teren moale, șenila din interiorul virajului fiind smulsă de pe galeți din cauza rezistenței la viraj. Arma trebuia încărcată doar la elevație zero astfel încât poziția de tragere trebuia schimbată între fiecare încărcare.

## Date tehnice
Mörser Karl folosea două tipuri diferite de transmisii, motoare și suspensii într-un număr divers de combinații. Tabelul de mai jos arată cum era echipat fiecare vehicul. După mai 1944 motoarele pe benzină au fost înlocuite de cele diesel. Despre modelul Nr. VII, cel de teste, nu se cunosc multe informații, iar datele de jos nu au fost niciodată confirmate.
| No.                                                 | I               | II                   | III             | IV              | V                    | VI                   | VII             |
| Model                                               | 1               | 2                    | 3               | 3               | 4                    | 5                    | 6               |
| Motor                                               | MB 503 A        | MB 503 A             | MB 507 C        | MB 507 C        | MB 507 C             | MB 503 A             | MB 503 A        |
| Transmisie                                          | 4 trepte Ardelt | 3 trepte Voith Turbo | 4 trepte Ardelt | 4 trepte Ardelt | 3 trepte Voith Turbo | 3 trepte Voith Turbo | 4 trepte Ardelt |
| Viteză                                              | 10 km/h         | 10 km/h              | 6 km/h          | 6 km/h          | 6 km/h               | 6 km/h               | 6 km/h          |
| Autonomie                                           | 42 km           | 42 km                | 60 km           | 60 km           | 60 km                | 42 km                | 42 km           |
| Galeți (metalici sau metalici cu bandaj de cauciuc) | 8 cauciuc       | 8 cauciuc            | 11 oțel         | 11 oțel         | 11 oțel              | 11 oțel              | 11 oțel         |
| Rulouri (roți de susținere)                         | 8 cauciuc       | 8 cauciuc            | 6 oțel          | 6 oțel          | 6 oțel               | 6 oțel               | 6 oțel          |
| Bare de torsiune                                    | 2600 mm         | 2600 mm              | 2115 mm         | 2115 mm         | 2115 mm              | 2115 mm              | 2115 mm         |
| Șenile                                              | 170 mm          | 170 mm               | 250 mm          | 240 mm          | 240 mm               | 240 mm               | 240 mm          |
| Pinioane                                            | 17              | 17                   | 12              | 12              | 12                   | 12                   | 12              |

## Muniția

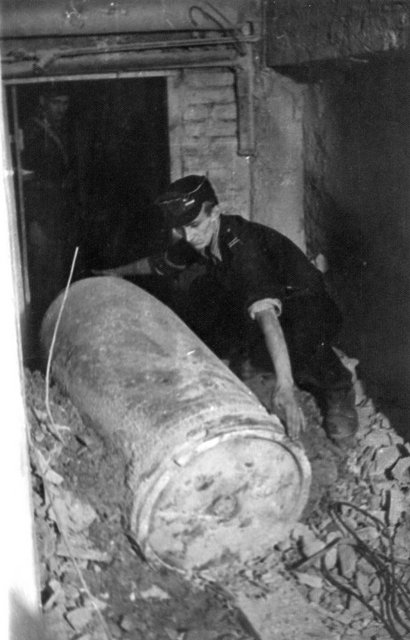
Un proiectil neexplodat în timpul Revoltei din Varșovia.

Proiectilele originale de 60 cm (schwere Betongranate) erau special proiectate pentru a perfora betonul și puteau face un crater de 15 m lățime și 5 m adâncime. Pentru a mări raza de tragere au fost introduse în 1942 proiectilele ușoare de 54 cm (leichte Betongranate 040) însă acestea nu au fost folosite în luptă până în anul 1944.
| Proiectil                                       | Calibru | Greutate | Explozibil | Viteza  | Raza    | Penetrare |
| Schwere Betongranate (greu, ruptură beton)      | 60 cm   | 2170 kg  | 289 kg     | 220 m/s | 4320 m  | 2.5 m     |
| Leichte Betongranate 040 (ușor, ruptură beton)  | 60 cm   | 1700 kg  | 220 kg     | 283 m/s | 6440 m  | 2.5 m     |
| Leichte Betongranate) 041 (ușor, ruptură beton) | 54 m    | 1250 kg  | -          | 378 m/s | 10060 m | 3.5 m     |
| Sprenggranate 041 (exploziv)                    | 54 m    | -        | -          | -       | -       | -         |

## Soarta
Nr. II Eva cât și Nr. V Loki au fost capturate de forțele armate americane în perioada dintre 21 martie și 11 aprilie 1945. Nr. VII, de teste, a fost capturat în Hillersleben și transportat la Aberdeen Proving Grounds, Maryland însă în final a fost vândută ca fier vechi. Nr. VI Ziu a fost capturat de Armata Roșie, probabil după ocuparea orașului Jüterbog pe 20 aprilie 1945. Acesta este expus la Muzeul de tancuri Kubinka și este marcat cu numele de Nr. I Adam. Nr. IV Odin a fost de asemenea capturat de Armata Roșie. Soarta vehiculelor Nr. I Adam și Nr. III Thor nu este cunoscută. Cel mai probabil și acestea au fost capturate de către Armata Roșie dat fiind faptul că ultima lor locație cunoscută a fost tot în Jüterbog.